# Viișoara (okręg Dolj)
Viișoara – wieś w Rumunii, w okręgu Dolj, w gminie Drăgotești. W 2011 roku liczyła 521 mieszkańców.